# Kanton Buer
Der Kanton Buer war in der Franzosenzeit von 1807 bis 1810 eine Verwaltungseinheit im Königreich Westphalen. Sein Hauptort war Buer, ein heutiger Stadtteil von Melle im Landkreis Osnabrück in Niedersachsen.

## Geschichte
Das Gebiet des Kantons Buer gehörte bis zur Franzosenzeit zum Amt Grönenberg im Hochstift Osnabrück. Der Kanton wurde 1807 im Rahmen der Einführung französischer Verwaltungsstrukturen im Distrikt Osnabrück des Departements der Weser gebildet. Er hatte im Jahr 1808 6125 Einwohner und umfasste die folgenden Orte:
| - Barkhausen - Buer - Bulsten - Düingdorf - Eicken - Föckinghausen | - Holzhausen - Hustädte - Markendorf - Meesdorf - Niederholsten - Oberholsten | - Oldendorf - Sehlingdorf - Tittingdorf - Wehringdorf - Westerhausen - Wetter |

Mit der Annexion großer Teile Norddeutschlands durch Napoleon Bonaparte fiel auch das gesamte Gebiet des Kantons Neuenkirchen an Frankreich. Der Kanton ging dabei im Kanton Essen auf, der zum Arrondissement Osnabrück im Departement der Oberen Ems gehörte. Sein Gebiet wurde in zwei Mairien (Bürgermeistereien) gegliedert:
- Mairie Buer mit Barkhausen, Buer, Düingdorf, Eicken, Holzhausen, Hustädte,  Markendorf, Meesdorf, Sehlingdorf, Tittingdorf, Wehringdorf und Wetter
- Mairie Oldendorf mit Föckinghausen, Niederholsten, Oberholsten, Oldendorf und Westerhausen

Nach der Niederlage Napoleons und dem Abzug der Franzosen im Jahre 1813 fiel das Gebiet durch die Beschlüsse des Wiener Kongresses 1815 an das Königreich Hannover und kam dort zum Amt Grönenberg.